# Liga Egípcia do Kosovo
A Liga Egípcia do Kosovo (em albanês:  Lidhja e Egjiptianêve të Kosovës, LEK) é um partido que concorreu às eleições legislativas no Kosovo em 2010, representando a minoria "egípcia" (uma comunidade dos Balcãs que se auto-identifica como descendente dos antigos egípcios). A LEK teve 1.010 votos (0,14%), não elegendo nenhum deputado.